# Мухаммад Абдуллаєв
Мухаммад Абдуллаєв (азерб. Məhəmməd Abdullayev; 6 квітня 1999) — азербайджанський боксер, призер чемпіонатів світу серед аматорів.

## Аматорська кар'єра
На Європейських іграх 2019 програв у першому бою Петару Белберову (Болгарія).
На чемпіонаті світу 2019 здобув дві перемоги, а у чвертьфіналі програв Джастіну Гуні (Австралія).
На Олімпійських іграх 2020 програв у другому бою Баходіру Жалолову (Узбекистан).
На чемпіонаті світу 2021 завоював бронзову медаль.
- В 1/16 фіналу переміг Йонаса Ясевічюса (Литва) — 5-0
- В 1/8 фіналу переміг Владана Бабіча (Сербія) — 5-0
- У чвертьфіналі переміг Нарендера Бервала (Індія) — 5-0
- У півфіналі програв Давиду Чалоян (Вірменія) — 0-5

На чемпіонаті світу 2023 завоював бронзову медаль.
- В 1/16 фіналу переміг Хав'єра Круса (Мексика) — 5-0
- В 1/8 фіналу переміг Мурада Каді (Алжир) — 4-1
- У чвертьфіналі переміг Ніколоза Бегадзе (Грузія) — 5-0
- У півфіналі програв Фернандо Арсола (Куба) — 1-4

На Європейських іграх 2023 завоював срібну медаль.
- В 1/16 фіналу переміг Угура Айдеміра (Туреччинав) — RSC R3
- В 1/8 фіналу переміг Ніколоза Бегадзе (Грузія) — 3-1
- У чвертьфіналі переміг Стіліаноса Руліаса (Греція) — 5-0
- У півфіналі переміг Нелві Тяфак (Німеччина) — 4-1
- У фіналі програв Делішесу Орі (Велика Британія) — 0-5

На чемпіонаті Європи 2024 програв в першому бою Лукі Пратлячичу (Хорватія).
Прапороносець Олімпійської збірної Азербайджану на Параді націй на літніх Олімпійських іграх 2024 року в Парижі.
На Олімпійських іграх 2024 програв в першому бою Нелві Тяфак (Німеччина) — 0-5.